# CaracasDoc
CaracasDoc, o Festival de Cine Documental CaracasDoc, es un festival de cine dedicado al género documental con sede en la ciudad de Caracas, Venezuela. Se lleva a cabo anualmente y funciona como un espacio cultural cinematográfico para realizadores venezolanos dentro y fuera del territorio nacional.
Su primera edición tuvo lugar en el 2010, y funcionó con regularidad de 2012 hasta 2016. Luego de una pausa de 3 años, regresó en 2020 con una edición virtual.Del 17 al 21 de julio del 2024 tuvo lugar su edición más reciente, que constituye la décima oportunidad en que se realiza el evento.

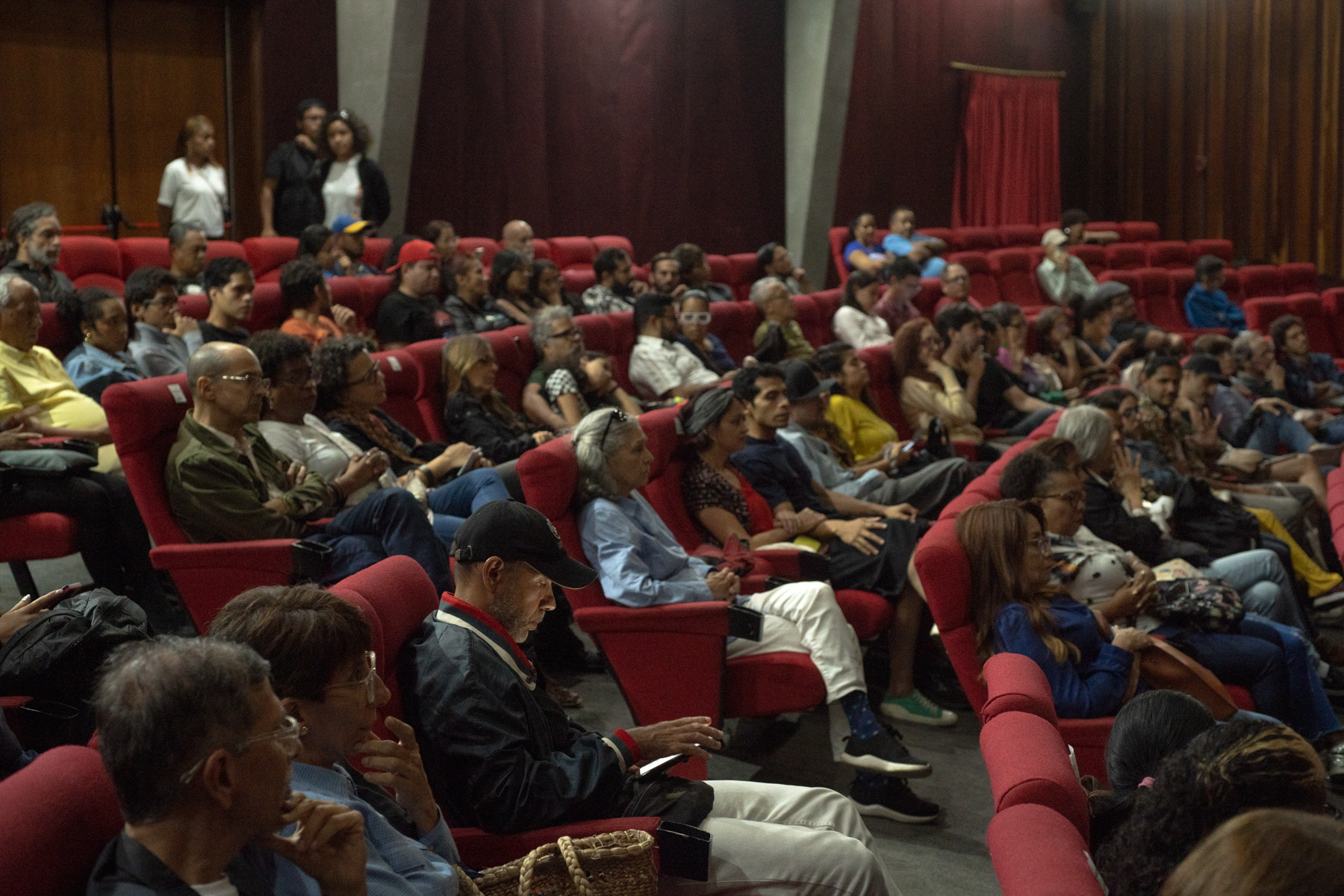
Público de la 10ma Edición CaracasDoc

Es organizado por la Asociación Civil Caracas Documental.

## Características
En CaracasDoc se exhiben películas documentales de corta y larga duración desarrolladas por realizadores venezolanos. Por su estatus de festival competitivo otorga premios en cada una de sus selecciones oficiales, los cuales son entregados por un jurado nacional e internacional previamente anunciado por la directiva del festival, compuesto por personalidades destacadas del quehacer documental.Aunque también incluyen un reconocimiento emitido por el público.
El festival ofrece estrenos internacionales y nacionales, y se caracteriza por presentar trabajos de directores noveles venezolanos.Y funciona como una ventana de exhibición, discusión y formación documental.

### Selecciones oficiales
Está compuesto por dos secciones principales, que agrupa a los documentales por la extensión de su metraje.
En el 2021 contaron con una sección internacional, motivada por la edición virtual de ese año y la pandemia por Covid-19, pero luego regresaron a su programación regular enfocada en documentalistas venezolanos en el país.
Las obras seleccionadas son elegidas por un Comité de Selección nombrado anualmente por la dirección del festival.

#### Largometraje nacional
Sección para documentales cuya duración supere o iguale los 60 minutos, realizados por directores venezolanos dentro o fuera del país. Las obras denominadas mediometrajes no son admitidas.
Las películas seleccionadas participan por el premio a Mejor Largometraje Nacional y el Premio del Público.

#### Cortometraje nacional
Sección para documentales cuya duración sea de 30 minutos o menos, realizados por directores venezolanos dentro o fuera del país. Las obras denominadas mediometrajes no son admitidas.
Las películas seleccionadas participan por el premio a Mejor Cortometraje Nacional y el Premio del Público.

### Criterios de selección
CaracasDoc se caracteriza por incluir trabajos de corte reflexivo, con visiones estilísticas, temáticas y formales que invitan a pensar el cine desde distintos lugares.
Por tanto, supone un espacio para realizadores cuyas piezas documentales cuentan con perspectivas vanguardistas y de exploración de sus espacios y realidades.

## Palmarés
El palmarés del festival es el siguiente:
| Año  | Mejor Largometraje Nacional                                                                   | Mejor Cortometraje Nacional                                         |
| ---- | --------------------------------------------------------------------------------------------- | ------------------------------------------------------------------- |
| 2024 | "La Despedida del Lobo" de Tuky Jencquel                                                      | "Chiche" de César Hernández                                         |
| 2023 | "La Candidata" de Emil Guevara y Ronal Rivas.                                                 | "Mixtape del Exilio" de Santiago Martín.                            |
| 2021 | "Speak so I can see you" de Marija Stojnic (*Premio especial a Mejor Película Internacional). | "Colección Privada" de Elena Duque.                                 |
| 2020 | *Esta edición no fue competitiva.                                                             | *Esta edición no fue competitiva.                                   |
| 2016 | "Oleg y las Raras Artes" de Andrés Duque.                                                     | "Iceberg" de Juliana Gómez.                                         |
| 2015 | "Margarita para los Pobres" de Rafael Lacau.                                                  | "Asómate a la Ventana" de Tito D'aloia.                             |
| 2014 | "El Río que nos Atraviesa" de Manuela Blanco.                                                 | "Mujeres del Sur" de Libia Planas.                                  |
| 2013 | "El Misterio de las Lagunas" de Atahualpa Lichy.                                              | "El Galón" de Anabel Rodríguez Ríos.                                |
| 2012 | *No otorgado                                                                                  | "Los Sueños de José Castillo" de Luis Rodríguez y Andrés Rodríguez. |
| 2010 | *La primera edición no fue competitiva.                                                       | *La primera edición no fue competitiva.                             |

## Noticias Desde Ninguna Parte Lab

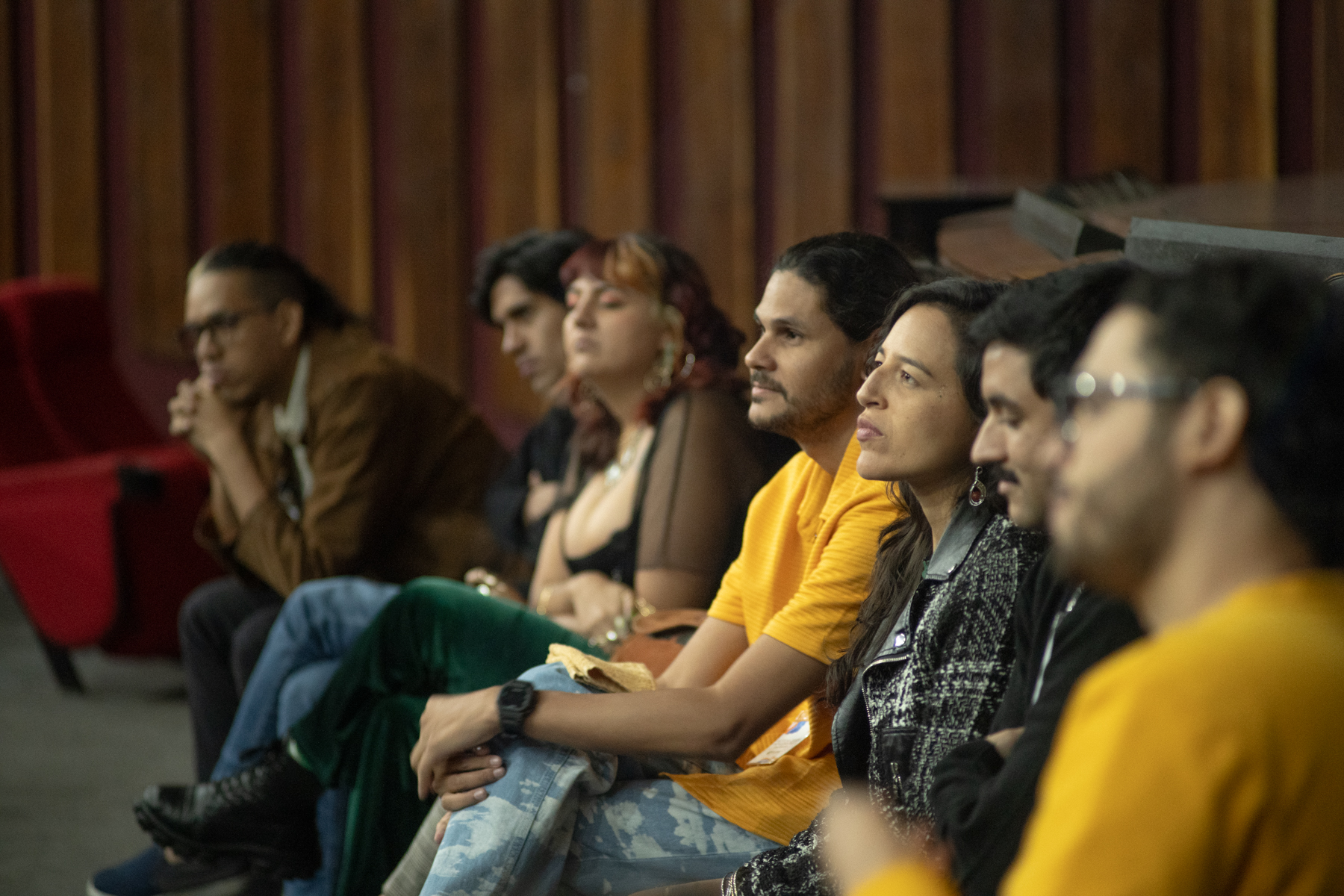
Conversatorio con los realizadores de la 4ta Edición de Noticias desde ninguna parte en la Cinemateca Nacional.

Desde sus inicios, CaracasDoc se ha enfocado en actividades de formación. Entre esas actividades se ha desarrollado el Laboratorio de creación “Noticias Desde Ninguna Parte" (NDNP por sus siglas), creado por Rober Calzadilla y María Ruiz.
Se trata de una iniciativa, mitad taller colectivo, mitad encuentro de búsquedas individuales, cuyo objetivo es la realización de piezas de máximo 6 minutos de duración, con la estructura de una correspondencia cinematográfica, que alienta la experimentación y lo híbrido. Hasta la fecha, ha desarrollado un total de 52 proyectos audiovisuales, y actualmente es el único Laboratorio independiente de creación cinematográfica en Venezuela.
Se realiza meses antes del festival, y llegado el día del evento es presentada una muestra con los trabajos realizados.

### NDNP Edición 1
La primera edición estuvo compuesta por 15 participantes, todos realizadores venezolanos en el territorio nacional o en el exterior. Cuyas obras partieron de reflexiones en torno a "lo íntimo y el país". Haciendo énfasis en el diálogo entre lo individual y lo colectivo, la forma en que el exterior se cuela en lo interno.

### NDNP Edición 2
La segunda edición del laboratorio acogió a 14 cineastas, esta vez bajo la premisa de "la pérdida". Con un enfoque ante todo experimental, e incentivando la honestidad como principio ético.

### NDNP Edición 3
La tercera edición ha sido la más numerosa hasta la fecha, agrupando a 23 realizadores de distintos contextos y orígenes, cuyo único vínculo era su nacionalidad. Esta vez, lejos de abarcar una temática, su objetivo fue estudiar el fondo, especialmente las "tensiones entre lo narrativo y lo no-narrativo".

### NDNP Edición 4
Al igual que en la edición anterior, el foco fue puesto en la forma. Esta vez, explorando la cuestión de la autorreferencialidad en el cine en la época de las redes sociales, dando como resultado del laboratorio, un total de 8 correspondencias audiovisuales.